# Bulbine meiringii
Bulbine meiringii là một loài thực vật có hoa trong họ Thích diệp thụ. Loài này được van Jaarsv. mô tả khoa học đầu tiên năm 2003.